# Eriçó de Manxúria
L'eriçó de Manxúria (Erinaceus amurensis) és una espècie d'eriçó similar a l'eriçó comú en aparença i estil de vida, tot i que té una coloració més clara. Un exemplar mitjà pesa entre 600 i 1.000 grams. És originària de l'óblast de l'Amur i Primórie a Rússia, Manxúria a la Xina i la península de Corea.